# Christian Kracht
Christian Kracht (* 29. prosince 1966 v Saanen) je švýcarský autor a novinář.

## Život
Otec Christiana Krachta, Christian Kracht, působil jako místopředseda dozorčí rady mediálního koncernu Axel-Springer. Kracht vyrůstal ve Švýcarsku, USA, Kanadě a jižní Francii. Navštěvoval několik mezinárodních škol, mimo jiné i Lakefield College School v Lakefieldu v Kanadě. Roku 1989 maturoval na Sarah Lawrence College v Bronxville v New Yorku; po maturitě působil jako stážista a od roku 1991 jako redaktor magazínu Tempo.
V polovině 90. let přesídlil do Dillí, kde pracoval jako korespondent týdeníku Der Spiegel. Poté žil několik let v Bangkoku. Jeho zážitky z cest vycházely nejprve v týdeníku Welt am Sonntag a v roce 2000 vyšly pod názvem Der gelbe Bleistift (Žlutá tužka) v německém nakladatelství Kiepenheuer & Witsch.
Od podzimu 2004 až do června 2006 vydával v Káthmándú společně se spisovatelem Eckhartem Nickelem časopis Der Freund. Z důvodu politických nepokojů v Nepálu bylo sídlo vydavatelství přesunuto do San Franciska; časopis získal za grafické zpracování několik ocenění.
Od poloviny listopadu 2006 do konce října 2007 Kracht působil jako sloupkař deníku Frankfurter Allgemeine Zeitung.
Christian Kracht žije se svou ženou, režisérkou Frauke Finsterwalder, a společnou dcerou Hope v Los Angeles.

## Dílo
V roce 1995 vyšel Krachtův debut Faserland (doslovně Země vláken). Zabývá se v něm současnou konzumní společností, zánikem takzvaně harmonické měšťanské společnosti poválečné doby a individuálními i národními krizemi identity.
Za román 1979, který vyšel v září 2001, získal Kracht mezinárodní uznání. Román líčí nestabilitu západního systému hodnot, který je v knize popisován jako dekadentní, a jeho bezmoc vůči východním totalitním modelům islamismu a maoismu.
V září 2008 vyšel třetí román pod názvem Ich werde hier sein im Sonnenschein und im Schatten (Budu zde na slunci i ve stínu). Řadí se k příběhům s alternativní historií a pojednává o „Švýcarské sovětské republice“, která se nachází ve vleklém válečném konfliktu s většinou států západní Evropy. Jedná se o dystopii, o příběh o konci civilizace.
Impérium se jmenuje Krachtův čtvrtý román, který vyšel v únoru 2012. Kniha vypráví příběh Augusta Engelhardta; ten cestoval na začátku 20. století do Německé Nové Guineje, tehdejší německé kolonie, aby tam zakoupil kokosovou plantáž. Jeho cílem je živit se coby přesvědčený vegetarián výlučně kokosovými ořechy. Na této historicky doložené postavě Kracht vypráví baladu o Tichomoří i příběh o prvním nudistovi, který se rozhodl obrátit zády k civilizaci. August Engelhardt ovšem sám sebe vnímal jako spasitele světa, hodlal založit nové náboženství a novou říši a celý svět zachránit kokovorianstvím, tedy filozofií zakládající se na kokosovém ořechu jako božském plodu. Impérium líčí příběh rozhodnutí, nadějí, zklamání a velkolepého ztroskotání. Čtenář sleduje spirálu šílenství, jež předjímá děsivé události 20. století. Z vegetariána se Engelhardt stává kanibalem, ze zachránce světa antisemitou a ze zdravého askety fyzickou troskou.
Po vydání Impéria čelil Kracht nařčením z plagiátorství, neboť krátce před vydáním románu spatřila světlo světa jiná beletristická kniha o Augustu Engelhardtovi. Kracht však kategoricky jakoukoliv inspiraci tímto románem popírá: „Když má knížka později vyšla, chtěl mě ten druhý autor dokonce žalovat, že jsem se dopustil plagiátu. To samozřejmě není pravda. Četli jsme jen stejné zdroje, z čehož nutně pramenily některé podobnosti.“
Výrazně na sebe autor upozornil i následujícím románem Die Toten, za nějž roku 2016 získal Švýcarskou knižní cenu. Děj knihy čtenáře zavádí do Berlína a Tokia 30. let 20. století a sleduje zejména osudy dvojice protagonistů, švýcarského filmového režiséra Emila Nägeliho a japonského ministerského úředníka Masahika Amakasua. Kromě nich v knize v menších rolích vystupují též Charlie Chaplin, Siegfried Kracauer či Heinz Rühmann. Navzdory ocenění se románu dostalo velmi kolísavého přijetí. Kritik týdeníku Spiegel Sebastian Hammelehle mj. na adresu knihy uvedl následující: „Kulisy (…) tvoří filmová branže, počínající evropský fašismus a nacionální socialismus a jejich pakt s autoritářsky ovládaným Japonskem. Jako kdyby měl v hlavě větu Milana Kundery, podle níž román není automobilovým závodem se startem a cílem, nevypráví Kracht svůj příběh ve stylu klasického románu, nýbrž ho staví jako obrazový oblouk. Jednotlivé úseky jsou uzavřené samy do sebe, sekvence dlouhé pouze několik stran, jako by šlo o krátké filmy, které tu rachotí v projektoru.“

### Překlady
Krachtovo dílo bylo přeloženo do angličtiny, arabštiny, bulharštiny, češtiny, dánštiny, estonštiny, francouzštiny, hebrejštiny, nizozemštiny, chorvatštiny, italštiny, japonštiny, korejštiny, litevštiny, lotyštiny, norštiny, maďarštiny, polštiny, rumunštiny, ruštiny, španělštiny, švédštiny, turečtiny, ukrajinštiny a vietnamštiny.

## Ocenění
- 1993: Cena Axela Springera pro mladé novináře
- 2009: Cena za fantastiku města Wetzlaru (Phantastik-Preis)
- 2012: Literární cena bernského kantonu
- 2012: Literární cena Wilhelma Raabeho za román Impérium
- 2016: Literární cena Hermanna Hesseho[5]
- 2016: Švýcarská knižní cena za román Die Toten[6][7]

### Romány
- Faserland (/Země vláken/, 1995)
- 1979 (/1979/, 2001)
- Ich werde hier sein im Sonnenschein und im Schatten (/Budu zde na slunci a ve stínu/, 2008)
- Impérium, (Imperium, 2012)
  - č. Mladá fronta, Praha 2014, přel. Tomáš Dimter, ISBN 978-80-204-2747-2
- Die Toten (/Mrtví/, 2016)
- Eurotrash (2021)